# The Serpent
«The Serpent» (en castellano «La Serpiente») es la sexta canción del álbum From Genesis to Revelation del grupo de rock progresivo Genesis, aparecida en el año 1969.
La canción comenzó su vida como "She Is Beautiful" (en castellano "Ella Es Hermosa"), una de las primeras composiciones de Genesis, y una de las tres canciones enviadas en un demo al productor Jonathan King en el año 1967, quien decidió contratar a la banda.
En sus inicios, la canción contaba la historia de una hermosa modelo, pero las letras fueron vueltas a esciribir para que pudieran encajar en este álbum conceptual sobre la historia del universo. El nombre de la canción fue cambiado de "She Is Beautiful" a "The Serpent", retratando ahora el arribo del hombre al Eden. El estribillo original de la canción decía:
Ella es hermosa, muy hermosa 
Obsérvenla 
Ella es una modelo 
Para luego convertirse en lo siguiente:

El Hombre es maravilloso, muy maravilloso 
Obsérvenlo 
Tengan cuidado con el destino 

La canción ya insinuaba el uso de la dinámica con el que se haría conocido Genesis en sus primeras épocas: los gloriosos coros y el bajo subyugante. Además es una de las pocas canciones del álbum que no ha sido enriquecida con violines, siendo una de las que más se disfrutan en el álbum, y lo que más podría acercarse al sonido que posteriormente tendría la banda. 
De todas formas, no fue interpretada en el escenario por mucho tiempo (si alguna vez lo fue). El demo de la canción original "She Is Beautiful" está incluido en el álbum de colección Genesis Archive 1967-75.
- Datos: Q6145166